# Список палаців Парижа

## Офіційні палаци
Паризькі палаци з королівським минулим чи палаци, що обіймає офіційна влада:
- Палац Правосуддя (le Palais ou Palais de justice)
- Єлисейський палац (Palais de l'Élysée) - резиденція президента
- Люксембурзький палац (Palais du Luxembourg) — Французский Сенат
- Бурбонський палац (Palais Bourbon) — Національна асамблея Франції
- Матіньйонський палац (Hôtel Matignon) - резиденція прем'єр-міністра
- Пале-Рояль (Palais-Royal)
- Єнський палац (Palais d’Iéna)
- Тюїльрі (палац) (Palais des Tuileries)
- Лувр (Palais du Louvre)
- Палац почесного легіону (Palais de la Légion d’honneur)

Прим.: Версальський палац не входить у цей список, оскільки розташований поза Парижем, у його передмісті.

## Громадські палаци
Наступні паризькі будинки заслужили звання палацу за свою монументальну велич:
- Палац Броньяр (Palais Brongniart) — Паризька біржа
- Палац Шайо (Palais de Chaillot)
- Палац Гарньє (Palais Garnier)
- Палац Камбон (Palais Cambon)
- Палац Трокадеро (Palais du Trocadéro)
- Палац відкриттів і винаходів (Palais de la découverte)
- Великий палац (Grand Palais)
- Малий палац (Petit Palais)
- Палац з'їздів (Palais des Congrès)
- Токійський палац (Palais de Tokyo)
- Берсі (палац спорту) (Palais Omnisports de Paris-Bercy)
- Палац спорту (Palais des Sports)
- Трояндовий палац (Palais Rose de l'avenue Foch) больше не существует.
- Зеркальний палац (Palais des Glaces)